# Gefen
Gefen (hebrejsky גֶּפֶן‎, doslova „Vinná Réva“, v oficiálním přepisu do angličtiny Gefen) je vesnice typu mošav v Izraeli, v Jeruzalémském distriktu v oblastní radě Mate Jehuda.

## Geografie
Leží mezi městy Bejt Šemeš a Kirjat Mal'achi v nadmořské výšce 164 metrů v zemědělsky využívané pahorkatině Šefela, nedaleko od západního okraje zalesněných svahů Judských hor.
Gefen je na dopravní síť napojen pomocí lokální silnice 383. Západně od vesnice probíhá severojižním směrem dálnice číslo 6 (Transizraelská dálnice).

## Dějiny
Gefen byl založen roku 1955. Na jižním okraji nynějšího mošavu se do roku 1948 rozkládala arabská vesnice Mughalis. Nacházel se v ní pramen léčivé vody využívané při ledvinových potížích. Roku 1931 žilo v Mughalis 447 lidí v 93 domech. Izraelci byl Mughalis dobyt v červenci 1948. Zástavba pak byla z větší části zbořena s výjimkou jednoho domu..
Zakladateli současného mošavu byli židovští imigranti z Maroka. Ti se zde usadili 9. září 1955. Původně byla vesnice zakládána jako součást jednotně koncipovaného regionálního osidlovacího projektu Chevel Lachiš, pak ale byla přeřazena do regionu Jeruzalémského koridoru, se kterým sdílela obdobné přírodní i ekonomické podmínky a potíže. Místní hospodářství je založeno na rolnictví a vinařství.

## Demografie
Podle údajů z roku 2014 tvořili naprostou většinu obyvatel v Gefen Židé (včetně statistické kategorie „ostatní”, která zahrnuje nearabské obyvatele židovského původu ale bez formální příslušnosti k židovskému náboženství).
Jde o menší obec vesnického typu s dlouhodobě stagnující populací. K 31. prosinci 2014 zde žilo 390 lidí. Během roku 2014 populace stoupla o 4,3 %.
| Rok            | 1961 | 1972 | 1983 | 1995 | 2001 | 2003 | 2004 | 2005 | 2006 | 2007 | 2008 | 2009 | 2010 | 2011 | 2012 | 2013 | 2014 |
| -------------- | ---- | ---- | ---- | ---- | ---- | ---- | ---- | ---- | ---- | ---- | ---- | ---- | ---- | ---- | ---- | ---- | ---- |
| Počet obyvatel | 308  | 377  | 332  | 299  | 321  | 327  | 315  | 308  | 309  | 331  | 339  | 333  | 344  | 359  | 380  | 374  | 390  |